# Olsztyn
Olsztyn ([ˈɔlʃtɨn]; in tedesco e ufficialmente fino al 1945: Allenstein; in lituano: Olštynas; in idisch: אלענשטיין Alenschteyn) è una città polacca, capoluogo del voivodato della Varmia-Masuria e del distretto di Olsztyn. La più grande città della regione storica di Varmia, la seconda città più grande della Polonia nord-orientale (dopo Białystok) e importante nodo per la regione quando era parte dell'ex Prussia Orientale.
È inoltre sede della (cattolica) arcidiocesi di Varmia, che storicamente fu feudataria della città stessa, e della diocesi luterana di Masuria.
Ricopre una superficie di 88 km² e nel 2019 contava 171 979 abitanti.
Tra il 1516 e il 1521, l'astronomo polacco Niccolò Copernico, canonico della diocesi di Varmia, visse e condusse le sue ricerche a Olsztyn.

## Geografia
La città di Olsztyn è ubicata in mezzo a boschi e laghi: nei confini amministrativi della città ci sono ben 15 laghi, di cui 13 hanno una superficie superiore a un ettaro. Complessivamente tutti i laghi occupano l'8,25% della superficie urbana. Il maggiore per estensione e profondità è il lago di Ukiel: la sua superficie è pari a 412 ettari, mentre la profondità raggiunge 43 metri. Il lago possiede un'ampia spiaggia comunale e una decina di imbarcaderi.
I terreni boschivi che circondano Olsztyn occupano 1 415,87 ettari ed ospitano due aree naturali protette. Attraverso i boschi passano quattro itinerari turistici, tre piste da slittino e alcune piste ciclabili. L'albero dominante è il pino (l'80% della superficie); meno diffusi sono la quercia, l'abete e la betulla.
La fauna dei boschi di Olsztyn comprende diverse specie protette: il rospo comune, la raganella, la biscia dal collare, l'allocco ecc.

### Clima
| Olsztyn (1991-2020) Fonte: meteomodel.pl | Mesi         | Mesi         | Mesi         | Mesi        | Mesi        | Mesi        | Mesi        | Mesi        | Mesi        | Mesi         | Mesi         | Mesi         | Stagioni | Stagioni | Stagioni | Stagioni | Anno  |
| Olsztyn (1991-2020) Fonte: meteomodel.pl | Gen          | Feb          | Mar          | Apr         | Mag         | Giu         | Lug         | Ago         | Set         | Ott          | Nov          | Dic          | Inv      | Pri      | Est      | Aut      | Anno  |
| ---------------------------------------- | ------------ | ------------ | ------------ | ----------- | ----------- | ----------- | ----------- | ----------- | ----------- | ------------ | ------------ | ------------ | -------- | -------- | -------- | -------- | ----- |
| T. max. media (°C)                       | 0,4          | 1,8          | 6,2          | 13,3        | 18,6        | 21,7        | 23,8        | 23,4        | 18,1        | 11,8         | 5,5          | 1,7          | 1,3      | 12,7     | 23,0     | 11,8     | 12,2  |
| T. media (°C)                            | −2,0         | −1,1         | 2,2          | 7,9         | 12,9        | 16,1        | 18,3        | 17,8        | 13,2        | 8,0          | 3,3          | −0,4         | −1,2     | 7,7      | 17,4     | 8,2      | 8,0   |
| T. min. media (°C)                       | −4,4         | −3,8         | −1,5         | 2,6         | 7,1         | 10,7        | 13,1        | 12,7        | 8,9         | 4,7          | 1,2          | −2,6         | −3,6     | 2,7      | 12,2     | 4,9      | 4,1   |
| T. max. assoluta (°C)                    | 12,2 (1991)  | 16,7 (1990)  | 23,9 (1968)  | 30,2 (2012) | 31,5 (1979) | 33,7 (2016) | 36,1 (1994) | 36,2 (1992) | 34,6 (2015) | 25,9 (1966)  | 17,8 (1968)  | 13,2 (1961)  | 16,7     | 31,5     | 36,2     | 34,6     | 36,2  |
| T. min. assoluta (°C)                    | −30,6 (1956) | −30,6 (1956) | −23,5 (1964) | −9,7 (1996) | −4,8 (1965) | −0,5 (1951) | 4,0 (1996)  | 1,9 (1964)  | −4,2 (1966) | −11,0 (1956) | −20,2 (1998) | −26,0 (1961) | −30,6    | −23,5    | −0,5     | −20,2    | −30,6 |
| Giorni di calura (Tmax ≥ 30 °C)          | 0,0          | 0,0          | 0,0          | 0,0         | 0,1         | 1,0         | 2,6         | 1,7         | 0,0         | 0,0          | 0,0          | 0,0          | 0,0      | 0,1      | 5,3      | 0,0      | 5,4   |
| Giorni di gelo (Tmin ≤ 0 °C)             | 21,7         | 20,1         | 17,3         | 8,1         | 1,5         | 0,0         | 0,0         | 0,0         | 0,5         | 4,7          | 10,7         | 19,7         | 61,5     | 26,9     | 0,0      | 15,9     | 104,3 |
| Giorni di ghiaccio (Tmax ≤ 0 °C)         | 12,3         | 9,0          | 2,5          | 0,1         | 0,0         | 0,0         | 0,0         | 0,0         | 0,0         | 0,0          | 2,9          | 9,5          | 30,8     | 2,6      | 0,0      | 2,9      | 36,3  |
| Nuvolosità (okta al giorno)              | 6,3          | 6,0          | 5,2          | 4,6         | 4,6         | 4,8         | 4,6         | 4,3         | 4,7         | 5,3          | 6,5          | 6,5          | 6,3      | 4,8      | 4,6      | 5,5      | 5,3   |
| Precipitazioni (mm)                      | 42,1         | 33,1         | 39,4         | 37,5        | 59,8        | 70,1        | 88,0        | 63,8        | 58,5        | 57,7         | 47,0         | 45,4         | 120,6    | 136,7    | 221,9    | 163,2    | 642,4 |
| Giorni di pioggia                        | 10,1         | 8,2          | 8,3          | 7,6         | 9,2         | 9,7         | 10,5        | 9,3         | 8,4         | 9,6          | 9,3          | 10,1         | 28,4     | 25,1     | 29,5     | 27,3     | 110,3 |
| Nevicate (cm)                            | 197,6        | 214,8        | 116,4        | 13,4        | 0,0         | 0,0         | 0,0         | 0,0         | 0,0         | 3,7          | 27,4         | 111,7        | 524,1    | 129,8    | 0,0      | 31,1     | 685,0 |
| Giorni di neve                           | 18,4         | 17,6         | 9,6          | 1,3         | 0,0         | 0,0         | 0,0         | 0,0         | 0,0         | 0,5          | 4,1          | 12,4         | 48,4     | 10,9     | 0,0      | 4,6      | 63,9  |
| Umidità relativa media (%)               | 88,2         | 85,0         | 77,6         | 69,9        | 70,4        | 72,6        | 74,7        | 75,3        | 80,7        | 84,7         | 89,7         | 89,8         | 87,7     | 72,6     | 74,2     | 85,0     | 79,9  |
| Pressione a 0 metri s.l.m. (hPa)         | 999,2        | 998,5        | 998,3        | 998,0       | 999,0       | 998,3       | 997,9       | 999,0       | 999,9       | 1 000,0      | 998,8        | 998,8        | 998,8    | 998,4    | 998,4    | 999,6    | 998,8 |
| Tensione di vapore (hPa)                 | 5,0          | 5,1          | 5,7          | 7,3         | 10,3        | 13,0        | 15,4        | 15,0        | 12,2        | 9,3          | 7,2          | 5,7          | 5,3      | 7,8      | 14,5     | 9,6      | 9,3   |
| Vento (direzione-m/s)                    | 3,3          | 3,3          | 3,2          | 2,9         | 2,9         | 2,8         | 2,6         | 2,4         | 2,5         | 2,8          | 3,1          | 3,2          | 3,3      | 3,0      | 2,6      | 2,8      | 2,9   |

## Storia

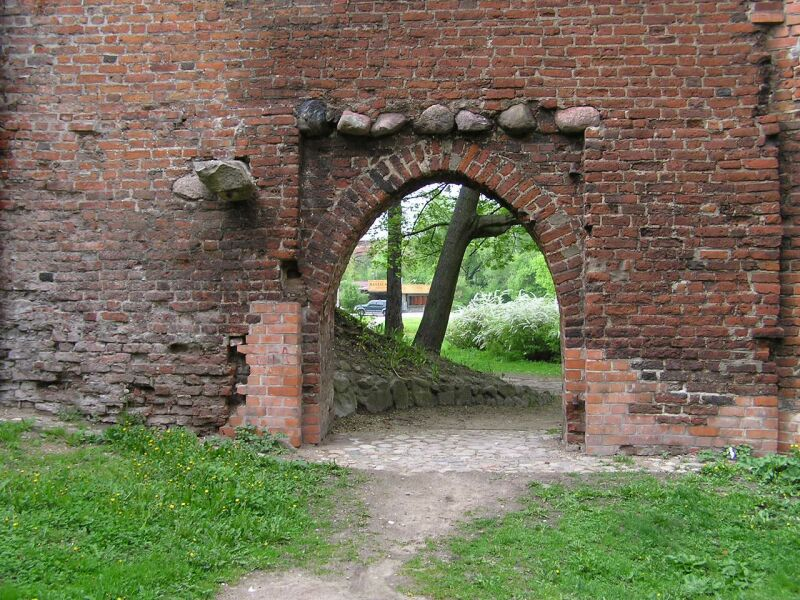
Mura medievali

Il primo cenno su Olsztyn risale all'anno 1334, quando in mezzo ai boschi che allora ricoprivano il territorio dell'odierna città fu costruito un rifugio chiamato Allenstein. Il nome si riallaccia al fiume Łyna (Alle in tedesco), sulla cui riva destra sorse il detto rifugio. Vent'anni dopo fu ultimato il castello. Bisognava però aspettare ancora un anno perché Olsztyn ottenesse lo status di città. Il suo fondatore, Jan z Łajs, ne fu anche il primo borgomastro. Sotto l'aspetto giuridico il borgo divenne una roccaforte della Diocesi di Varmia, il cui capitolo esercitava in pratica un potere indiscusso su tutta la regione. Nel Medioevo le frequenti guerre distrussero più volte il tessuto urbano della città. Particolarmente disastrose risultarono le guerre fra Polonia e Ordine Teutonico nel XV secolo. Nel 1454, la città si unì alla Polonia. Durante la guerra dei tredici anni fu occupata dai Cavalieri Teutonici. Il Vescovo di Warmia, Paweł Legendorf, rilevò la città dall'Ordine Teutonico nel 1463 e la incorporò nuovamente in Polonia nel 1464. In virtù del trattato di Toruń del 1466, fu confermato che Olsztyn e tutta la Varmia furono inclusi nella Corona del Regno di Polonia.
Negli anni venti del Cinquecento la città ospitò, in veste di amministratore delle terre adiacenti, Niccolò Copernico che ivi scrisse una parte cospicua dell'opera De revolutionibus. Durante gli anni passati a Olsztyn Copernico occupava alcune sale del castello e, sulla loggia che si affaccia ad Ovest, fece di propria mano una tabella che gli serviva per osservare il moto apparente del Sole nella volta celeste. Sia la sala che la tabella sono giunte in ottimo stato ai nostri giorni e rimangono disponibili ai visitatori.

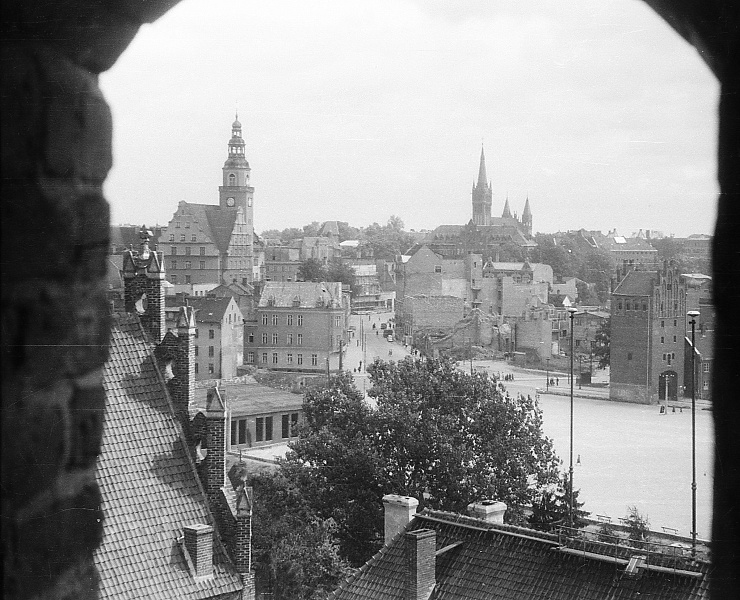
Olsztyn nel 1949

Durante la guerra polacco-teutonica nel 1521 Copernico comandò la difesa polacca di Olsztyn contro l'attacco dell'Ordine Teutonico. I polacchi erano vittoriosi.
Dopo il periodo di fioritura nei secoli XVI e XVII, contraddistinto dallo sviluppo del commercio e dell'artigianato, una grande epidemia scoppiata nel 1709 falciò tante vite umane da spopolare la città quasi del tutto. Qualche decennio dopo, la prima spartizione della Polonia (1772) suggellò il passaggio di Olsztyn sotto il dominio prussiano.
Nel corso delle guerre napoleoniche la città fu ripetutamente saccheggiata (fu allora che le truppe francesi devastarono completamente l'interno della chiesa di S. Giacobbe) e il 3 febbraio 1807 vi fece sosta lo stesso Napoleone, che comandava gli eserciti operanti contro le forze russe.
Nel 1818 Olsztyn divenne capoluogo di provincia e l'abitato urbano superò la cinta medievale per estendersi in proporzione al crescente numero degli abitanti. Nel 1867 sorse un moderno, per i tempi di allora, ospedale, mentre nel 1873 una linea ferroviaria unì Olsztyn a Königsberg. Sono quelli gli anni di uno sviluppo dinamico e senza precedenti.
Dopo la sconfitta della Germania nazista nella seconda guerra mondiale, con i grandi cambiamenti territoriali del 1945 alla Polonia fu assegnato il territorio della parte meridionale della Prussia orientale e Olsztyn tornò in Polonia.

## Monumenti e luoghi d'interesse

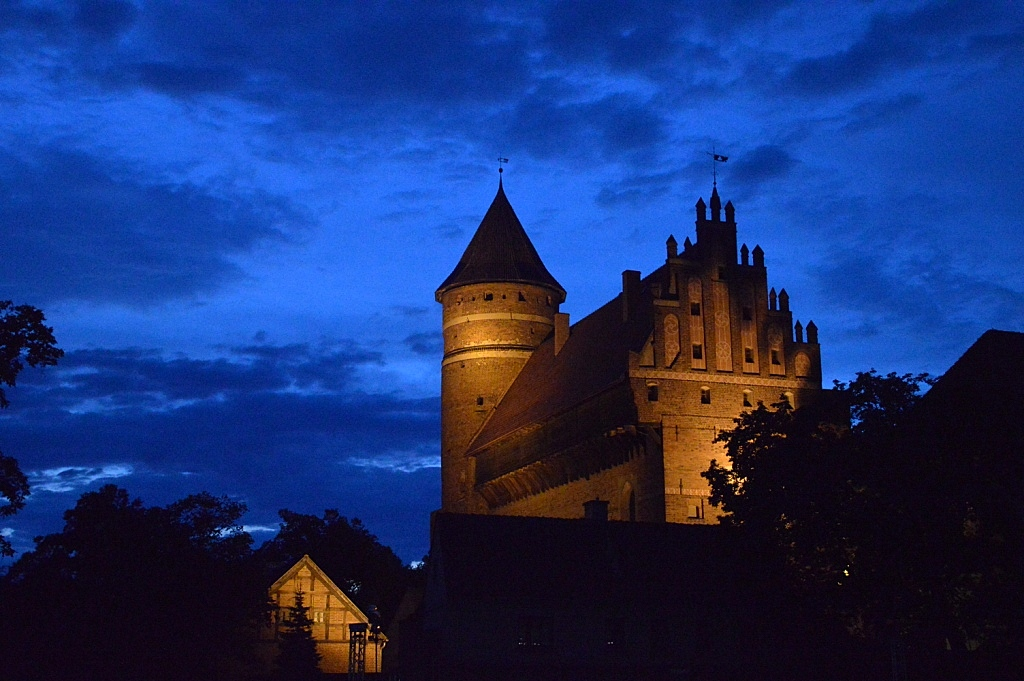
Castello

Il castello di Olsztyn è attualmente sede del Museo della Varmia e della Masuria. Fu costruito alla metà del Trecento come residenza dell'amministratore dei beni della Diocesi di Varmia. L'edificio in cotto rosso rappresenta un bell'esempio del gotico trecentesco. Da notare la torre, alta 40 metri, una singolare volta a cristallo nel refettorio e la tabella astronomica eseguita su una parete del chiostro da Copernico, il più celebre inquilino del castello. In quelli che erano i suoi appartamenti si possono vedere alcuni modelli degli strumenti che utilizzò per le proprie ricerche. Più in là vi sono inoltre esposizioni di argenteria, di quadri e di icone russe la maggior parte delle quali eseguita prima del 1665. Nel cortile si notano due antiche sculture pagane in granito, attribuite ad una delle tribù prussiane.

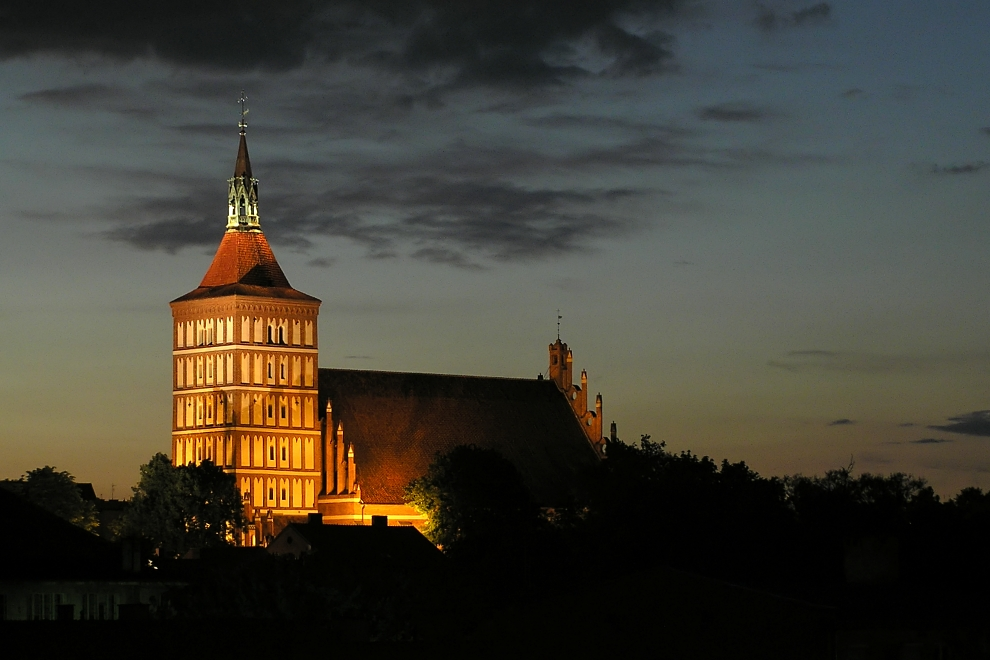
Cattedrale

La cattedrale, già chiesa di San Giacobbe, fu costruita negli anni 1375-1380 in stile gotico e si nota facilmente per la sua immensa torre alta 60 metri. Il tempio a tre navate custodisce un interessante trittico rinascimentale del XVI sec. raffigurante la Crocifissione e la Chiesa che sta sorgendo dal fianco trafitto di Gesù. Da menzionare anche le belle volte a cristallo, a rete e a stella. Attirano lo sguardo numerosi epitaffi e pietre tombali - alcune logore - gotiche, rinascimentali e barocche.

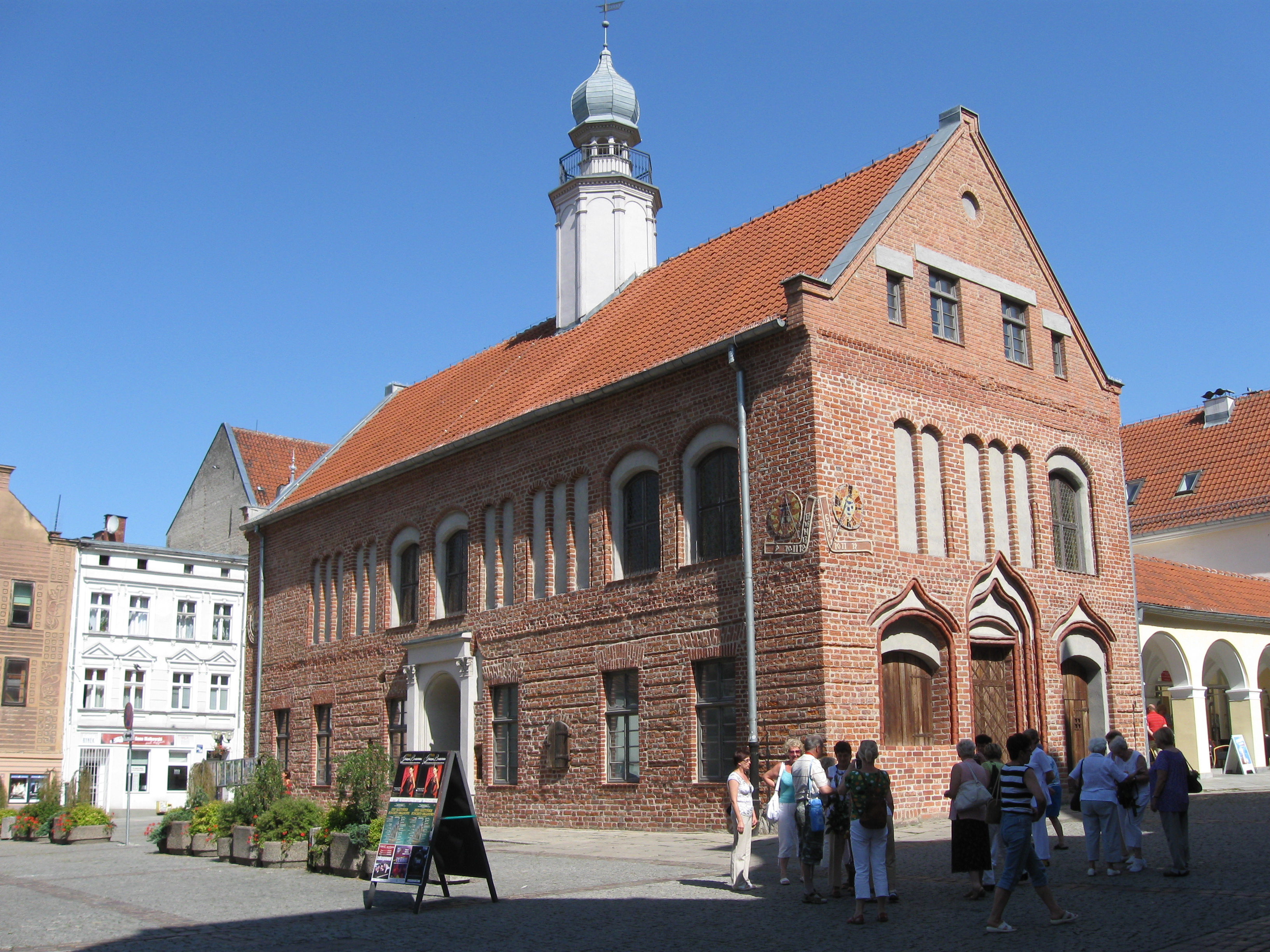
Vecchio municipio

Il municipio vecchio (Stary Ratusz]') fu costruito in stile gotico nella seconda metà del XIV secolo. Il primo piano ospitava le autorità cittadine, mentre al piano terreno c'era lo spazio per i mercanti. Nel 1620 l'edificio bruciò insieme alla maggior parte del tessuto urbano e non ne restarono che le mura spoglie. Ricostruito, il fabbricato fu la sede del borgomastro fino al 1915. Oggi vi si trovano la Biblioteca Regionale e uno spazio espositivo. Nel 2003 il Municipio fu sottoposto ad un restauro generale che mirava a ridargli, almeno in parte, il suo aspetto primitivo. Nel corso dei lavori venne alla luce l'originale facciata a "schiene d'asino", ornata cioè con elementi decorativi tipici del tardo gotico. Di grande valore storico sono le cantine medievali, attualmente non visitabili dai turisti. Sono interessanti pure due meridiane collocate all'esterno dell'edificio.
La Porta Alta (Brama Górna) è l'unica delle tre porte cittadine ad essere rimasta fino ad oggi. Costruita nel Trecento in stile gotico, fu il principale ingresso della Città Vecchia e formava un insieme con le sue mura di difesa. La porta scampò alla demolizione soltanto grazie al fatto che, a partire dal 1858, vi si trovava la prigione cittadina e nel 1898 vi si instaurò il commissariato di polizia. Nella nicchia sopra l'ingresso fu collocato un mosaico raffigurante la Madonna con il Bambino. 'opera romana fu donata a Olsztyn da papa Wojtyła nel 750º anniversario della fondazione della città.

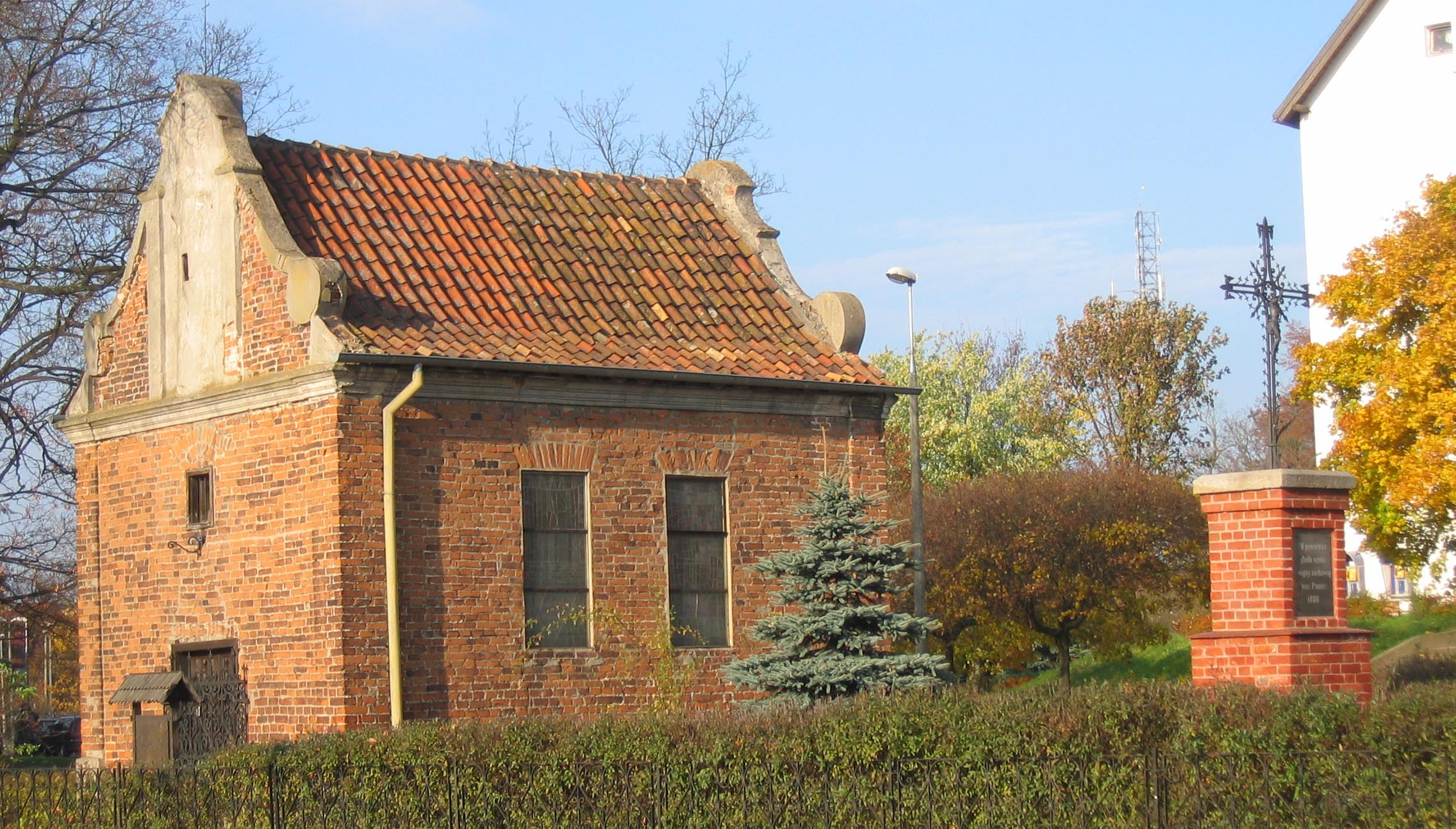
Cappella di Gerusalemme

In fondo a via Grunwaldzka si trova un'interessante cappella tardo - gotica, detta "Di Gerusalemme" (Kaplica Jerozolimska) e intitolata alla Passione di Gesù. All'interno l'altare è sormontato da un gruppo scultoreo tardogotico del 1510 rappresentante la Crocifissione. Le figure policrome del Cristo e dei ladroni, eseguite con molto realismo, sono tipici della scultura del tardo medioevo. La cappella, originariamente costruita per commemorare le vittime delle pestilenze, oggi serve ai fedeli non udenti e quindi resta disponibile al turista solo durante le rare funzioni in lingua dei segni.

## Cultura

### Istruzione
La città è sede della Università della Varmia e Masuria, fondata nel 1999.

### Musei
Il Museo di Varmia e Masuria (Muzeum Warmii i Mazur) è situato nel castello di Olsztyn.

## Economia
Olsztyn, essendo la città più grande della regione, è un importante centro economico, educativo e culturale. Lo sviluppo della città e dell'intera regione è guidato dall'agglomerato di Olsztyn, che comprende la città stessa e 7 comuni del poviat di Olsztyn. Il tasso di disoccupazione a Olsztyn è in media tra 1,9 e 2,2, il miglior risultato dell'intero voivodato.
La città di Olsztyn è conosciuta in tutto il paese per la sua industria degli pneumatici, grazie alla fabbrica di pneumatici Michelin situata qui. Altri settori industriali leader includono: legno, mobili, prodotti alimentari, principalmente birra, prodotti lattiero-caseari e carne. Le più grandi aziende che impiegano a Olsztyn sono:
- Michelin - il più grande produttore di pneumatici in Europa, che impiega circa 5.000 dipendenti nello stabilimento di Olsztyn,
- Università di Warmia e Masuria - quasi 3.200 docenti e personale amministrativo,
- Gruppo DBK - il più grande fornitore di servizi nel settore dei trasporti, spedizioni e logistica in Polonia. Solo a Olsztyne impiega circa 1.500 persone.
- Indykpol - uno dei principali produttori polacchi di prodotti a base di carne.

## Sport
A Olsztyn c'è lo Stadion OSiR nel quale si allena la squadra di calcio del Stomil Olsztyn.
Nella città c'è anche un club di pallavolo Piłka Siatkowa AZS UWM - cinque volte campione della Polonia.

## Amministrazione

### Gemellaggi
Olsztyn è gemellata con le seguenti città:
- Rovaniemi
- Châteauroux
- Calpe
- Gelsenkirchen
- Offenburg
- Kaliningrad
- Luc'k
- Richmond

## Galleria d'immagini

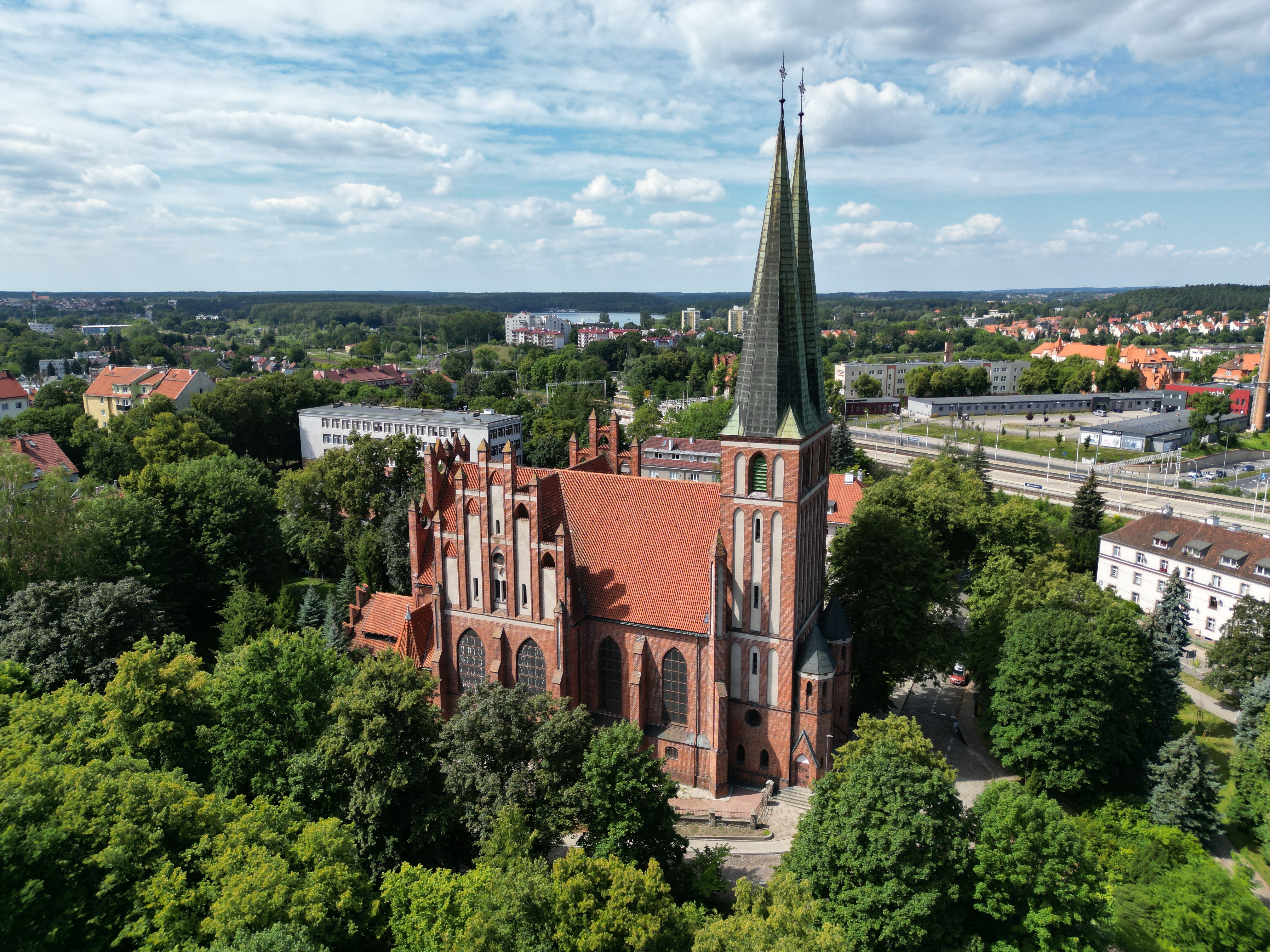
Chiesa di Nostra Signora Regina di Polonia nel centro storico
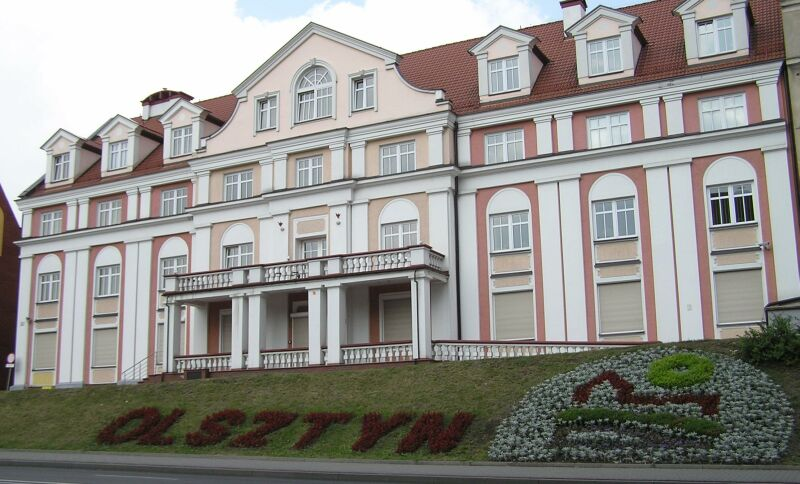
Palazzo Kopernik
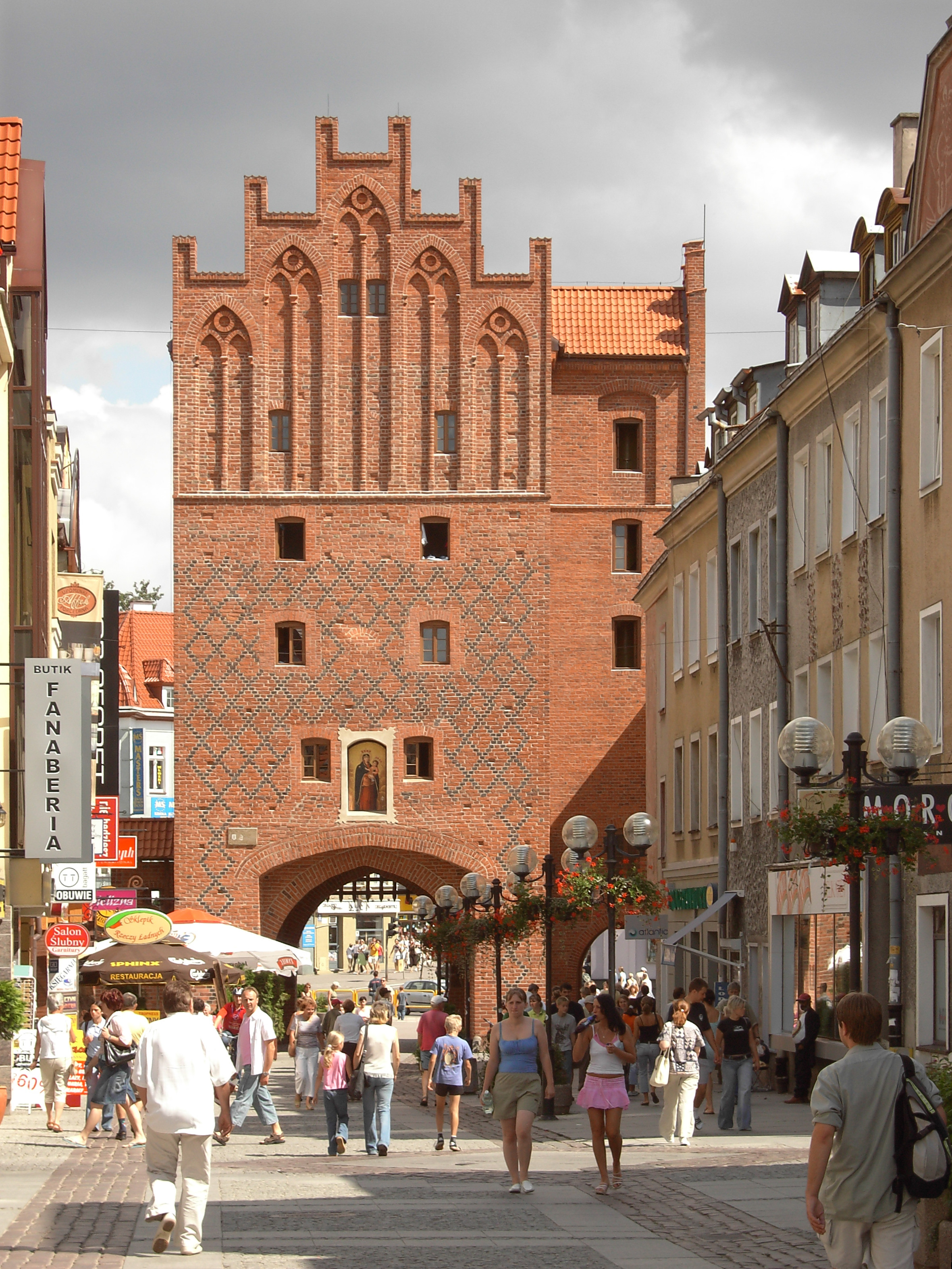
Porta Alta
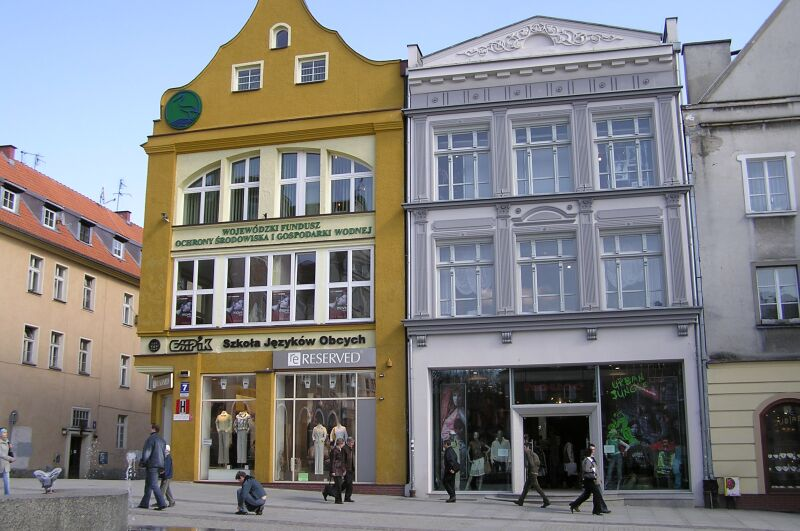
Palazzine della città vecchia
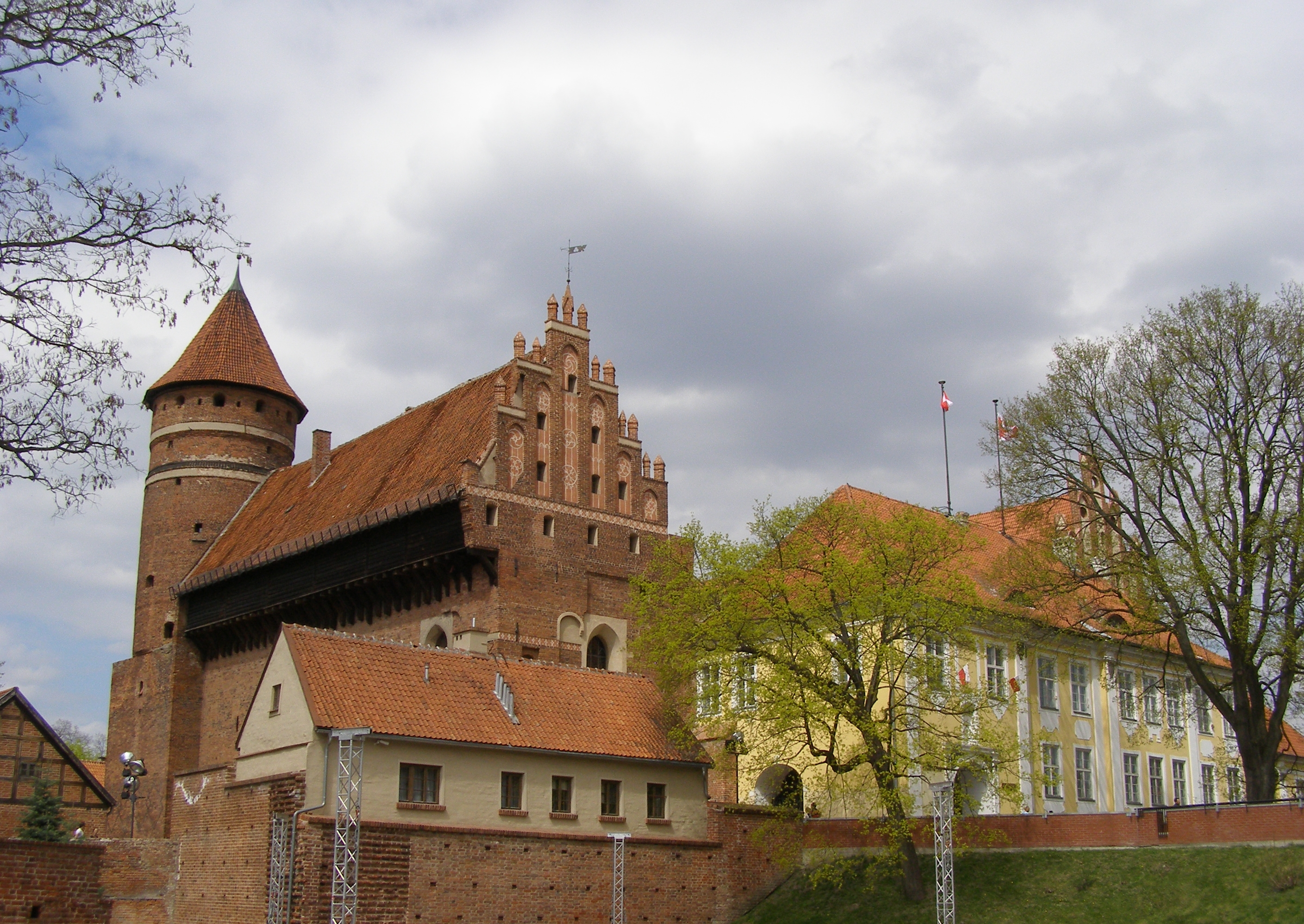
Castello
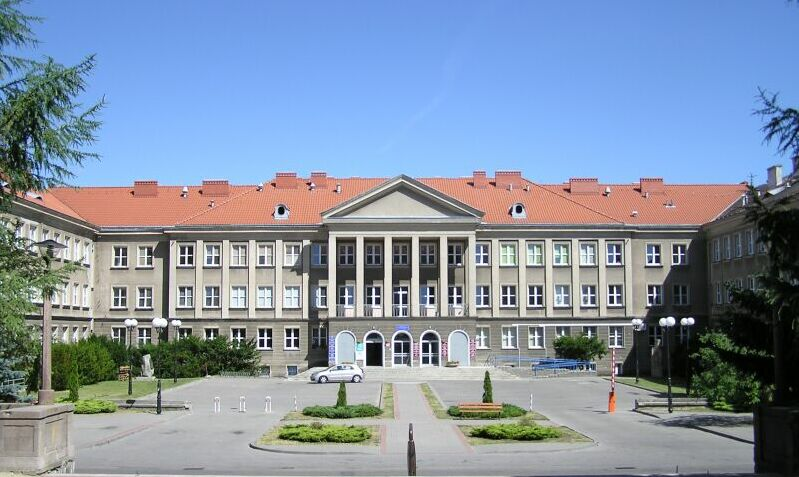
Università
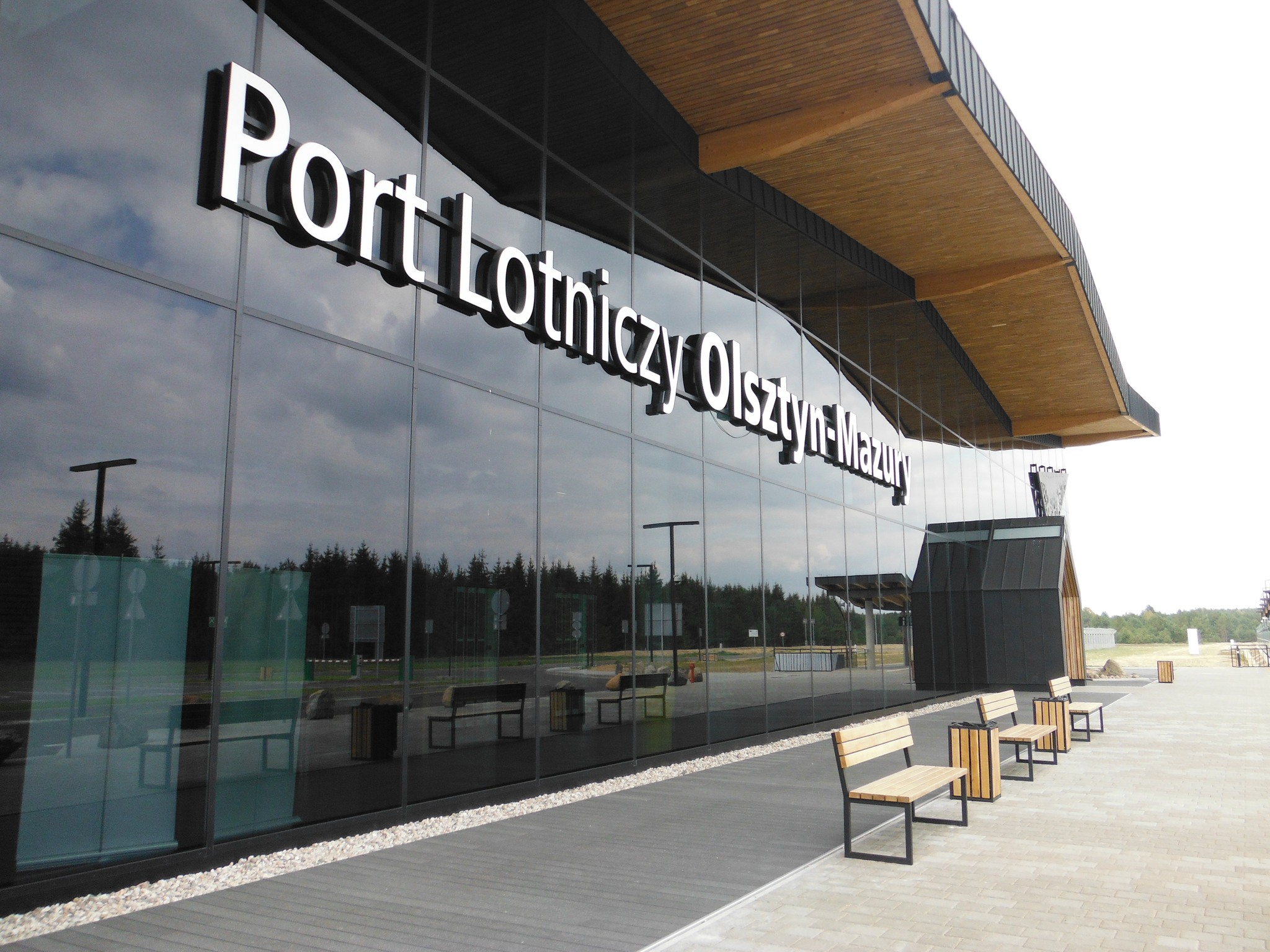
Aeroporto
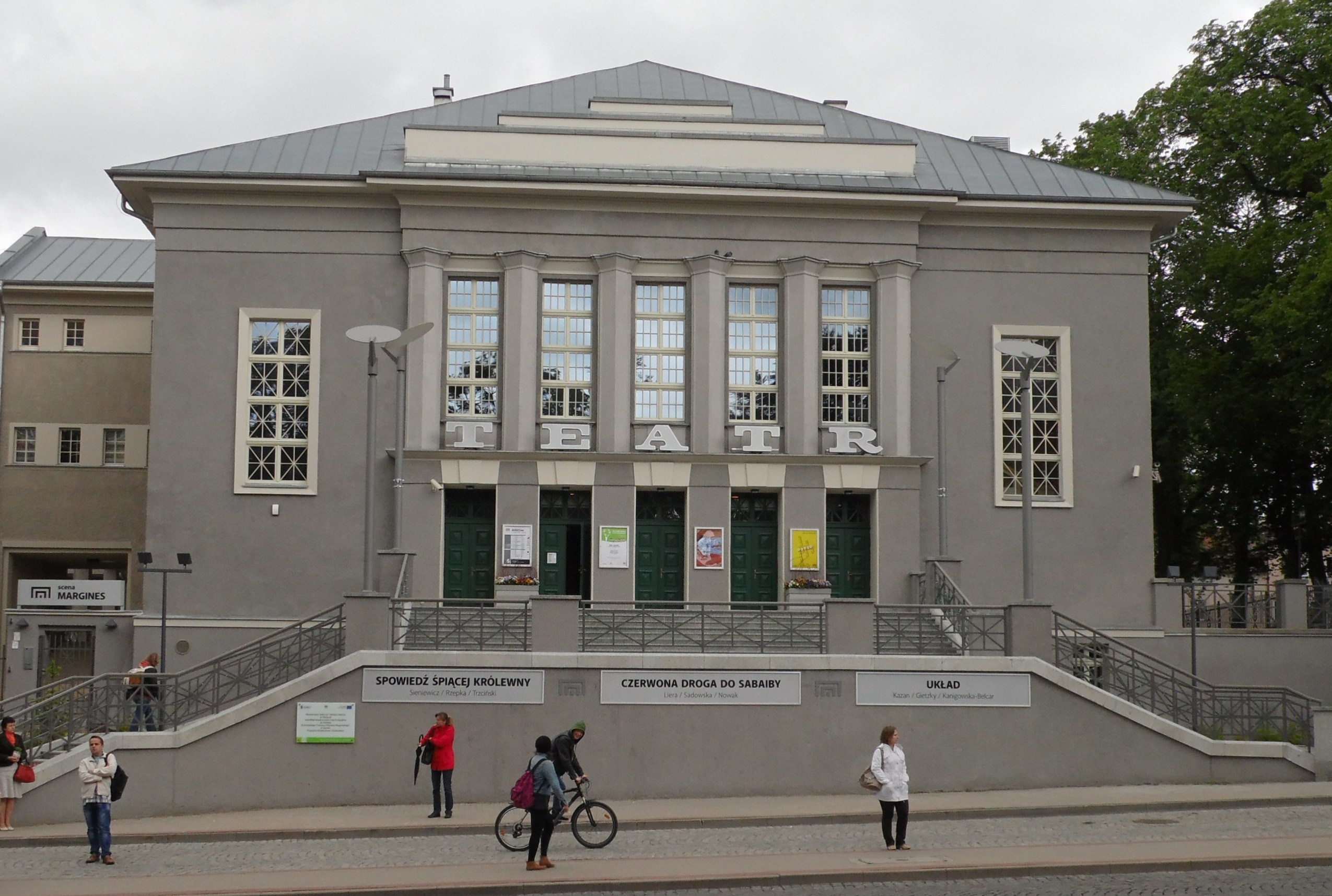
Teatro
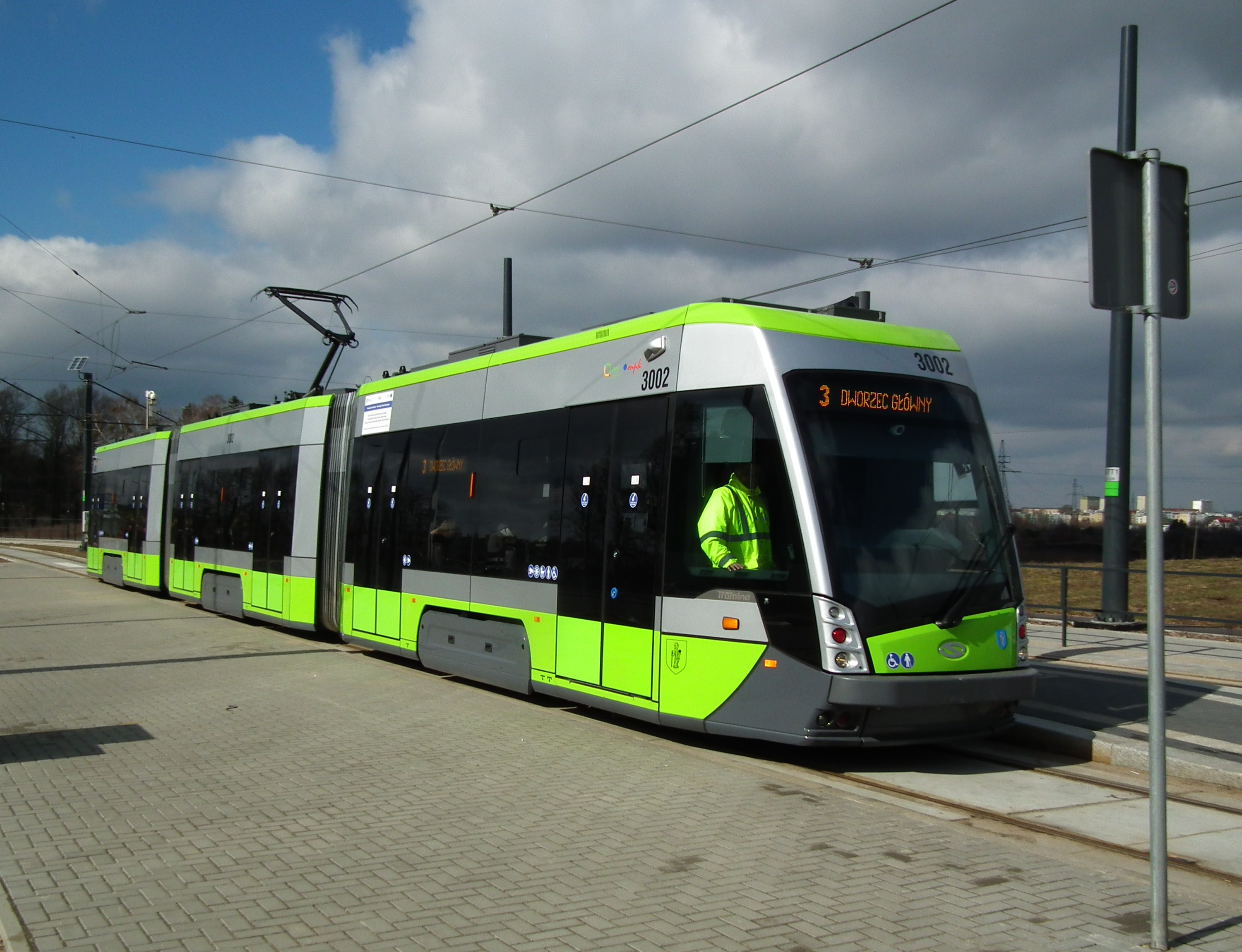
Tram
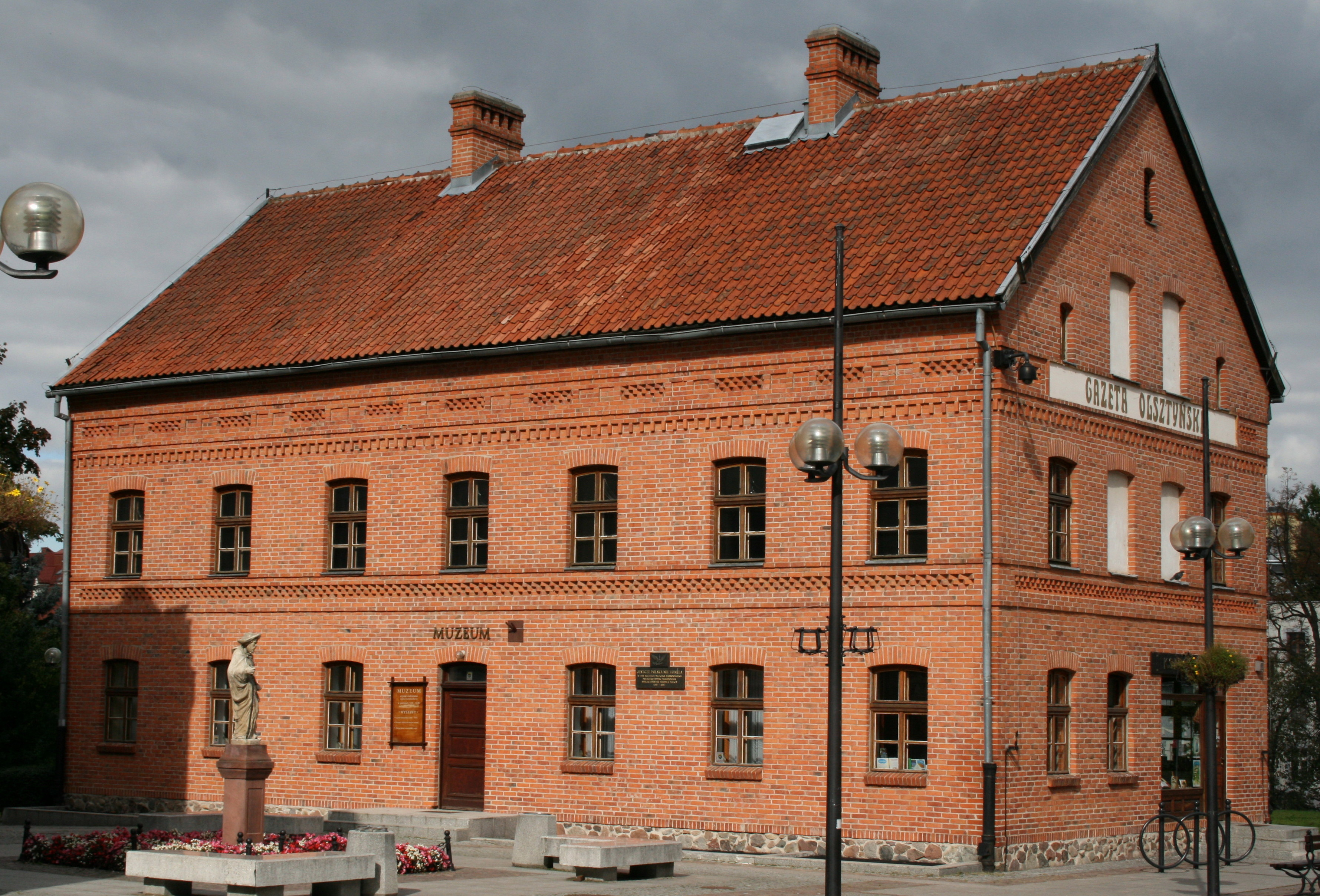
Museo
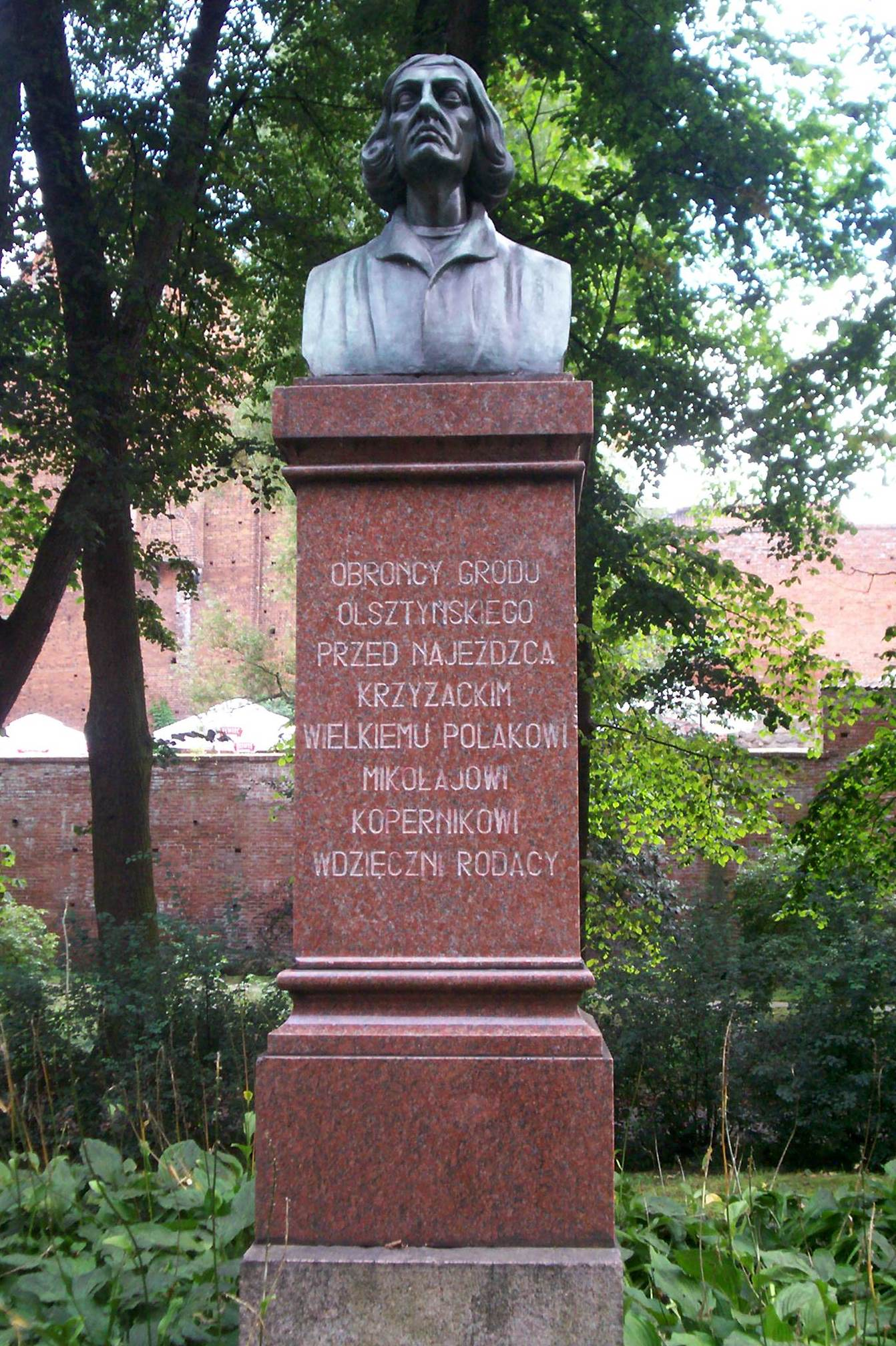
Monumento a Niccolò Copernico del 1916
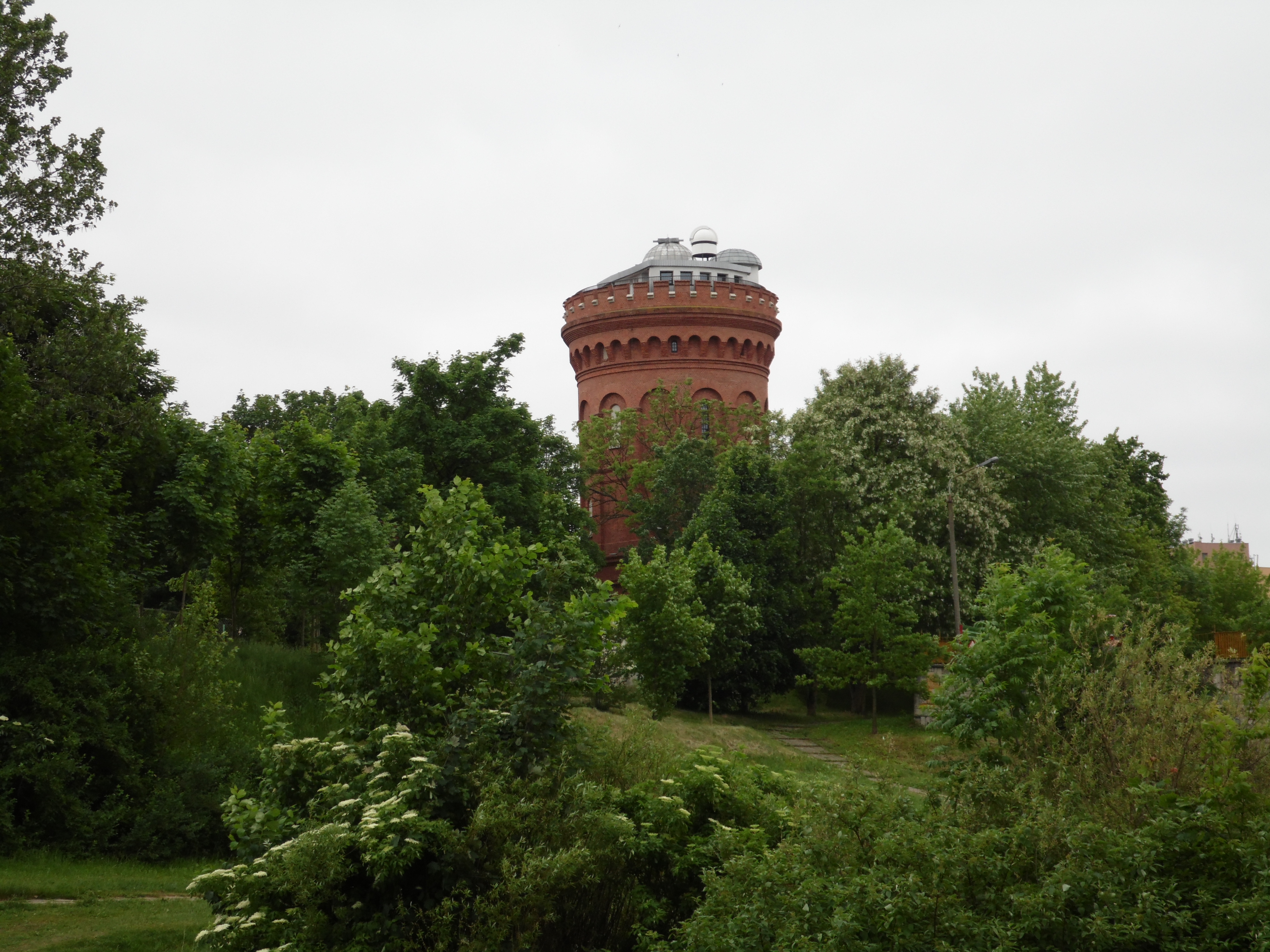
Osservatorio astronomico
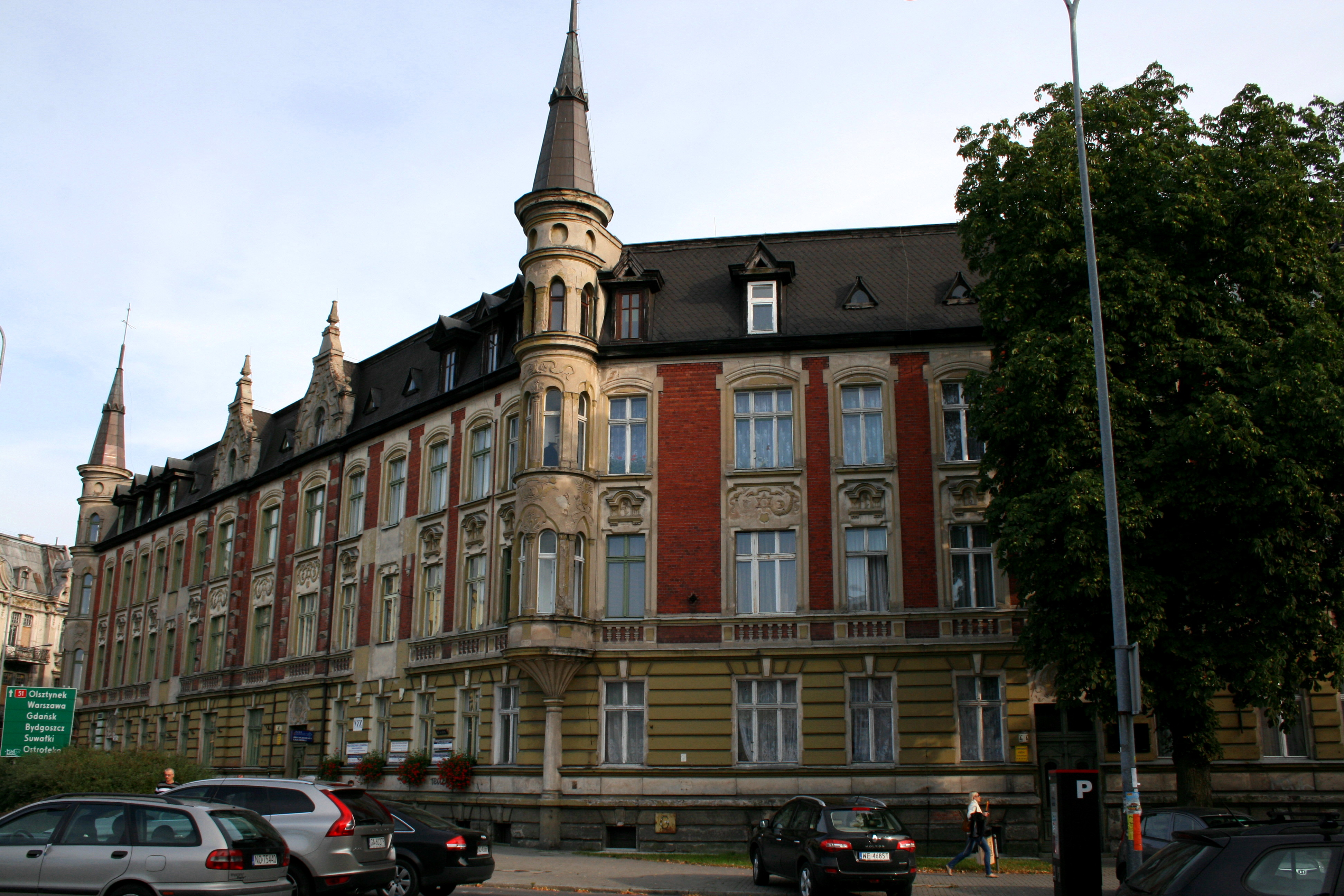
Vecchi edifici nel centro di Olsztyn
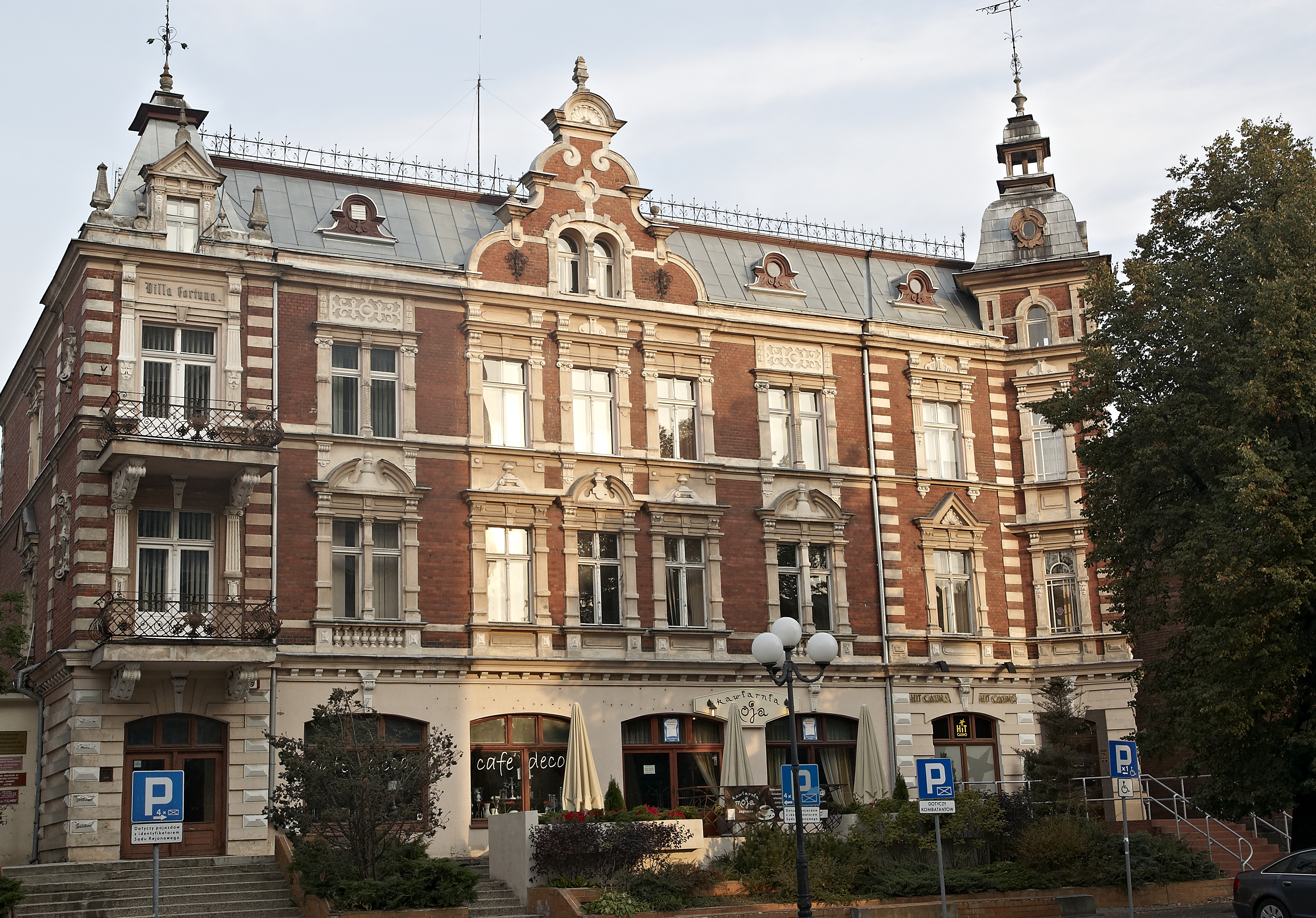
Vecchi edifici nel centro di Olsztyn
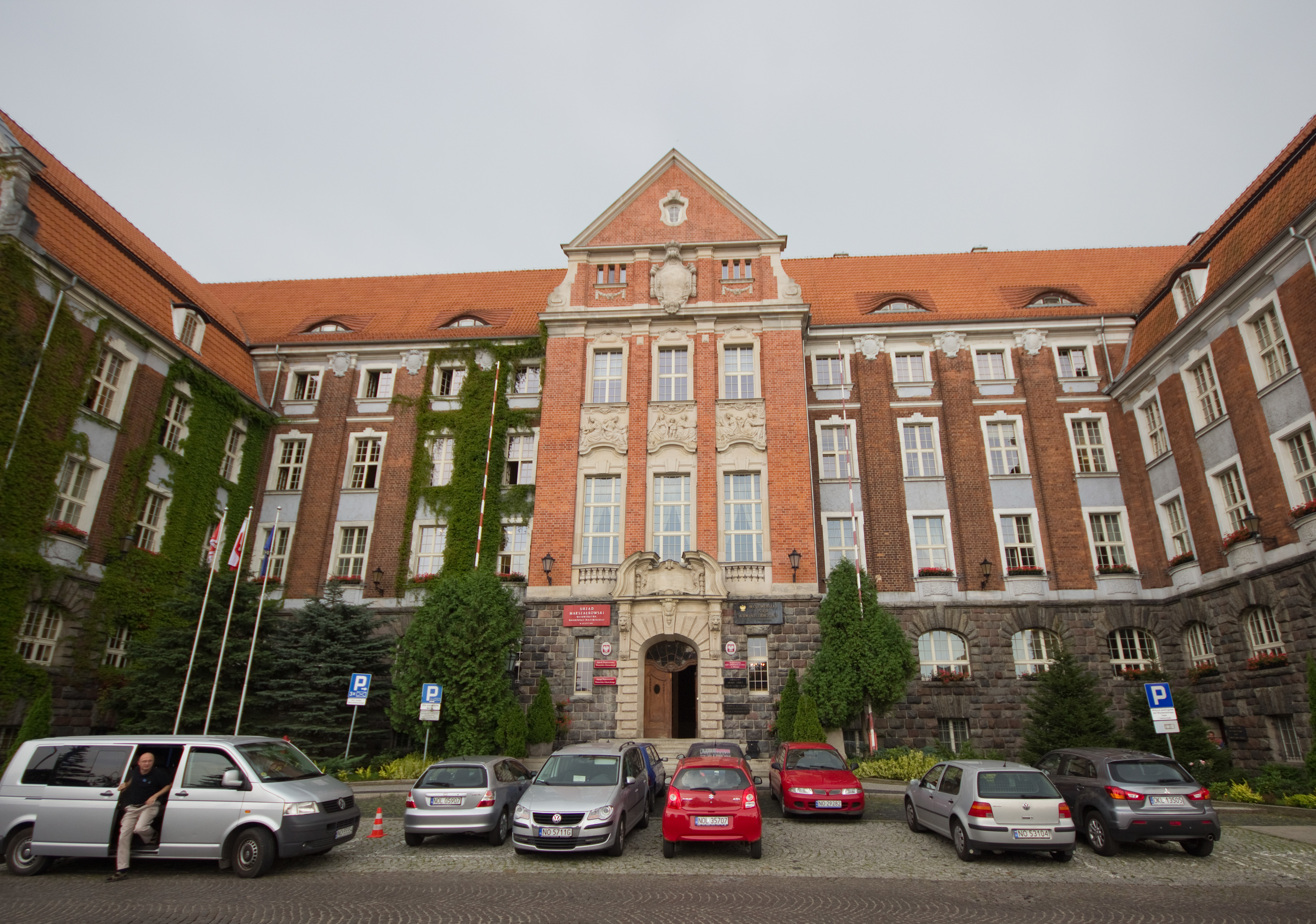
Ufficio provinciale
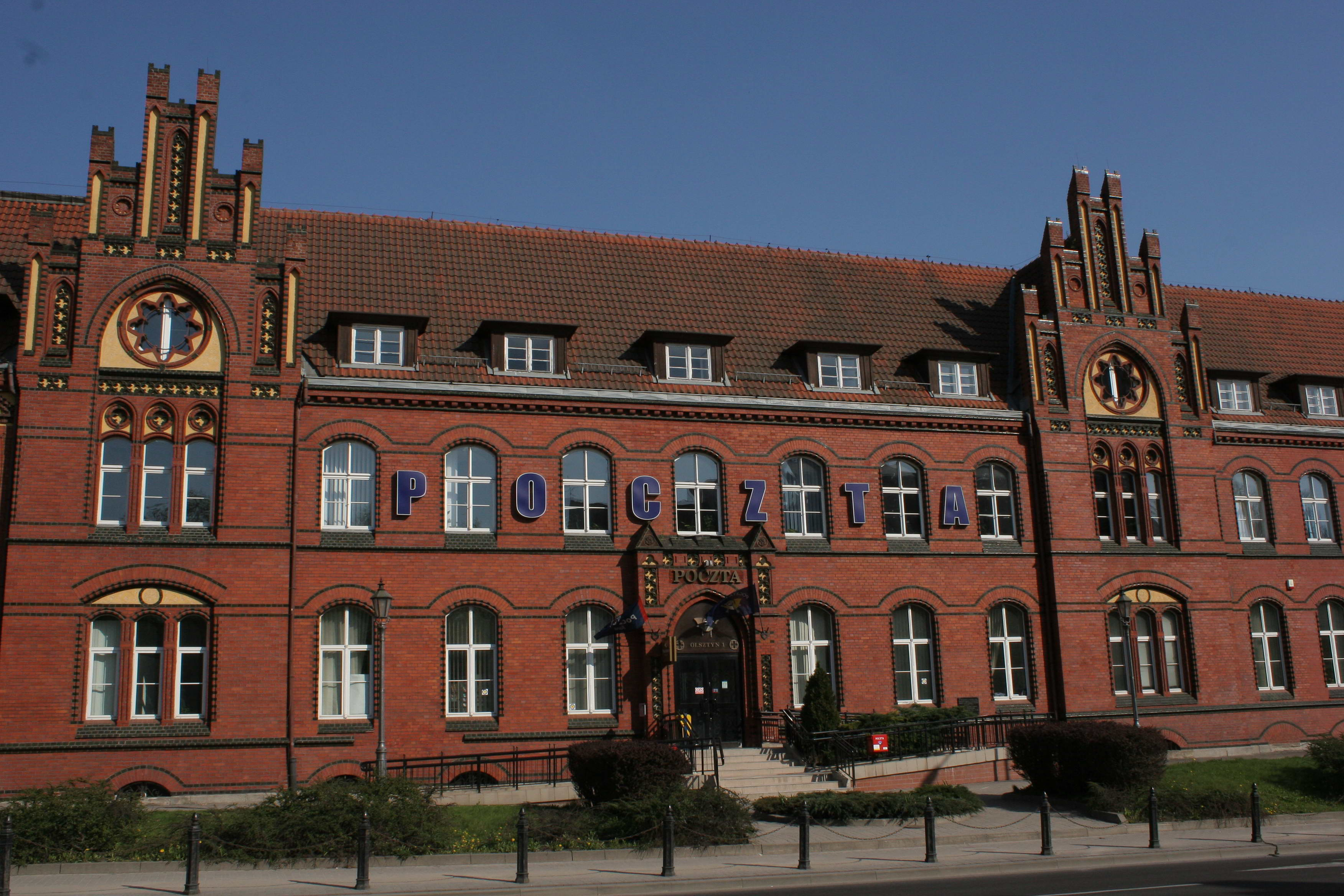
Posta principale
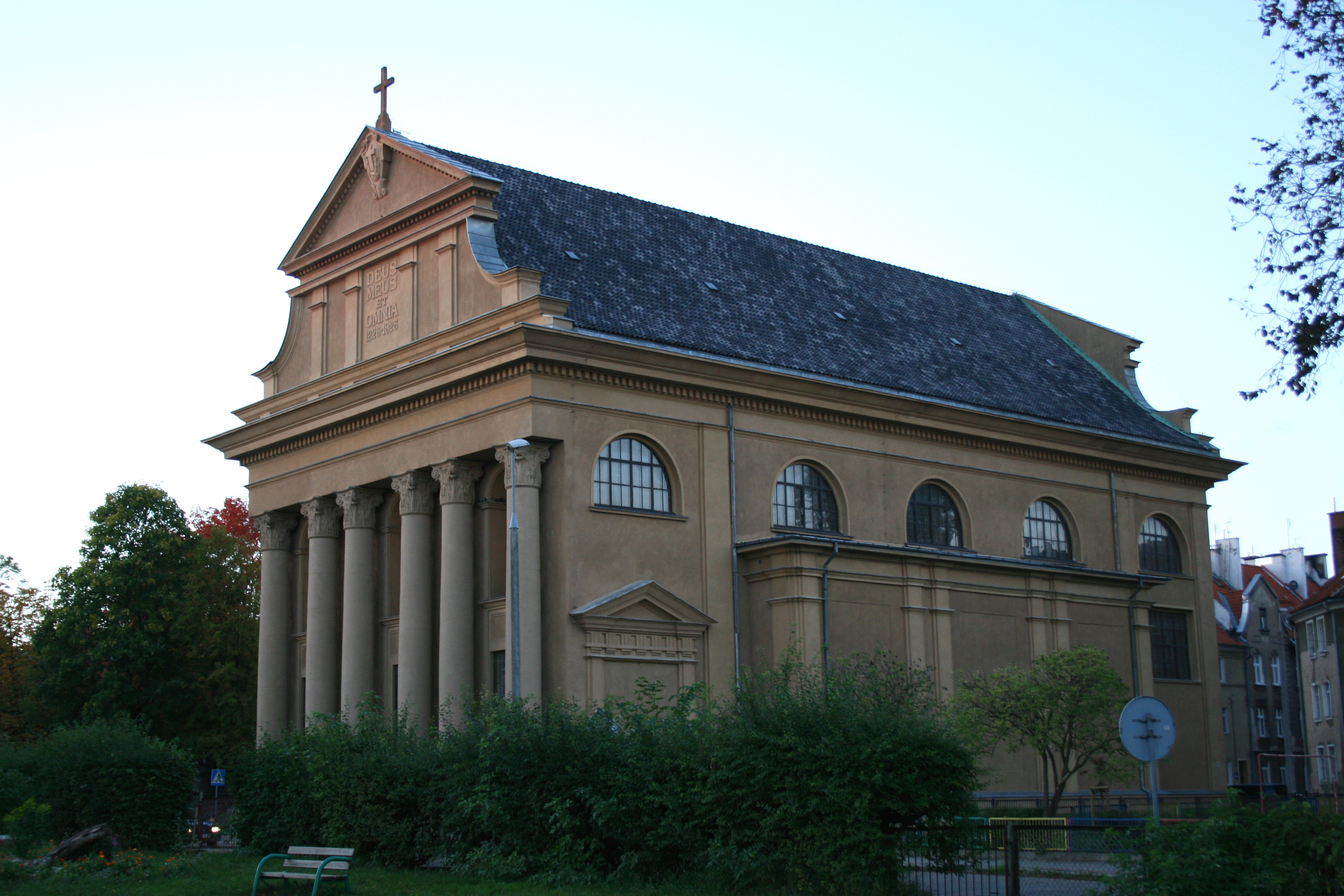
Chiesa di Cristo Re
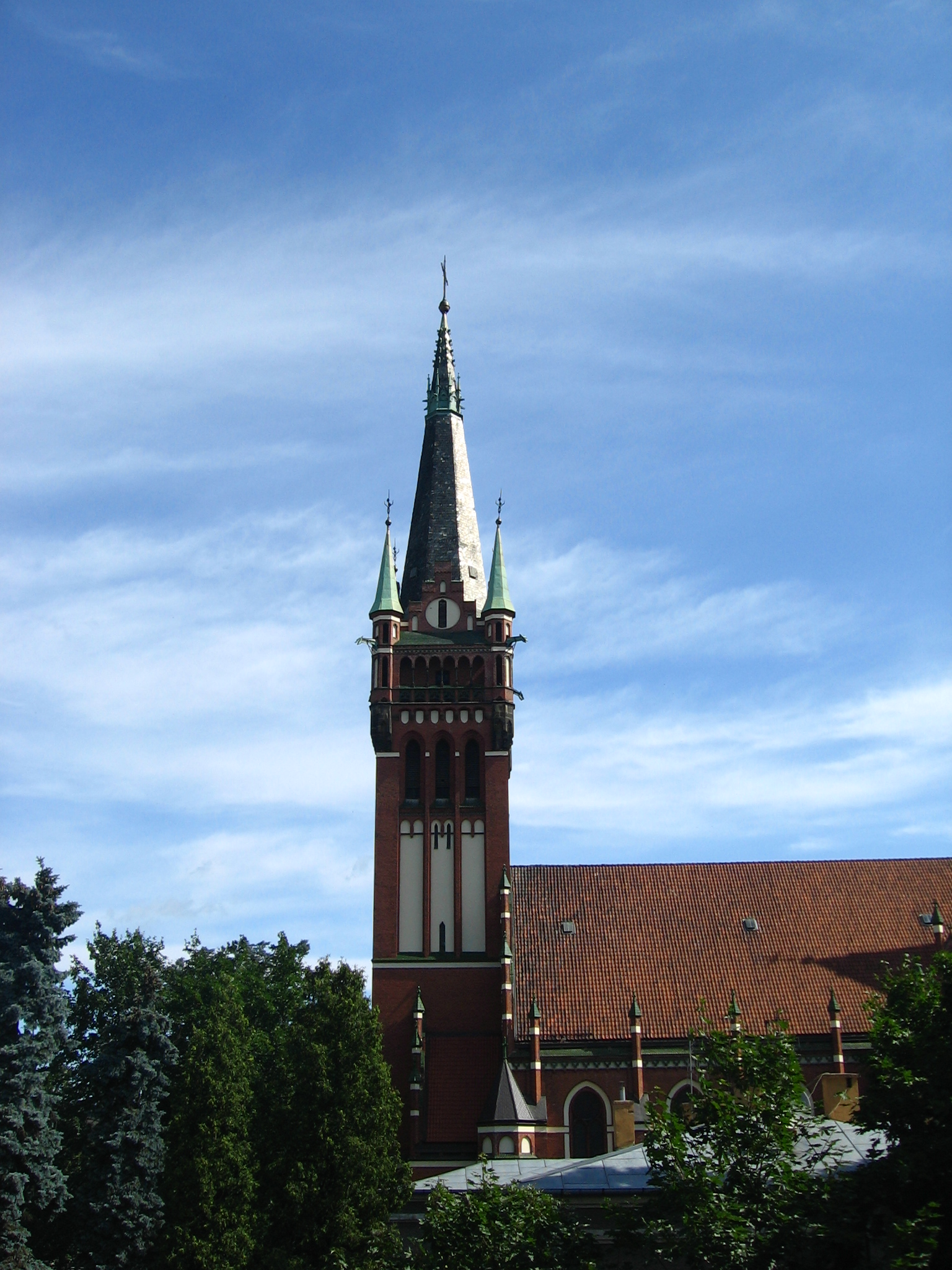
Chiesa del Sacro Cuore di Gesù